# ロード・ウォリアー・ホーク
ロード・ウォリアー・ホーク（Road Warrior Hawk、本名：Michael James Hegstrand、1957年9月12日 - 2003年10月19日）は、アメリカ合衆国のプロレスラー。ミネソタ州ミネアポリス出身。
ギミックの上ではイリノイ州シカゴ出身を自称し、ロード・ウォリアー・アニマルとのタッグチーム、ロード・ウォリアーズのメンバーとして一世を風靡した。日本ではホーク・ウォリアー（Hawk Warrior）と呼ばれ、パワー・ウォリアーこと佐々木健介とのヘルレイザーズでも活躍した。

## 来歴
ミネソタ州ミネアポリスで育ち、スコット・ノートンはヘンリー高校の同窓生である。1983年、カナダ・バンクーバーのNWAオールスター・レスリングにて、クラッシャー・フォン・ヘイグ（Crusher Von Haig）のリングネームでデビュー。ナチス・ギミックのヒールとして、ムース・モロウスキーのパートナーにも起用された。

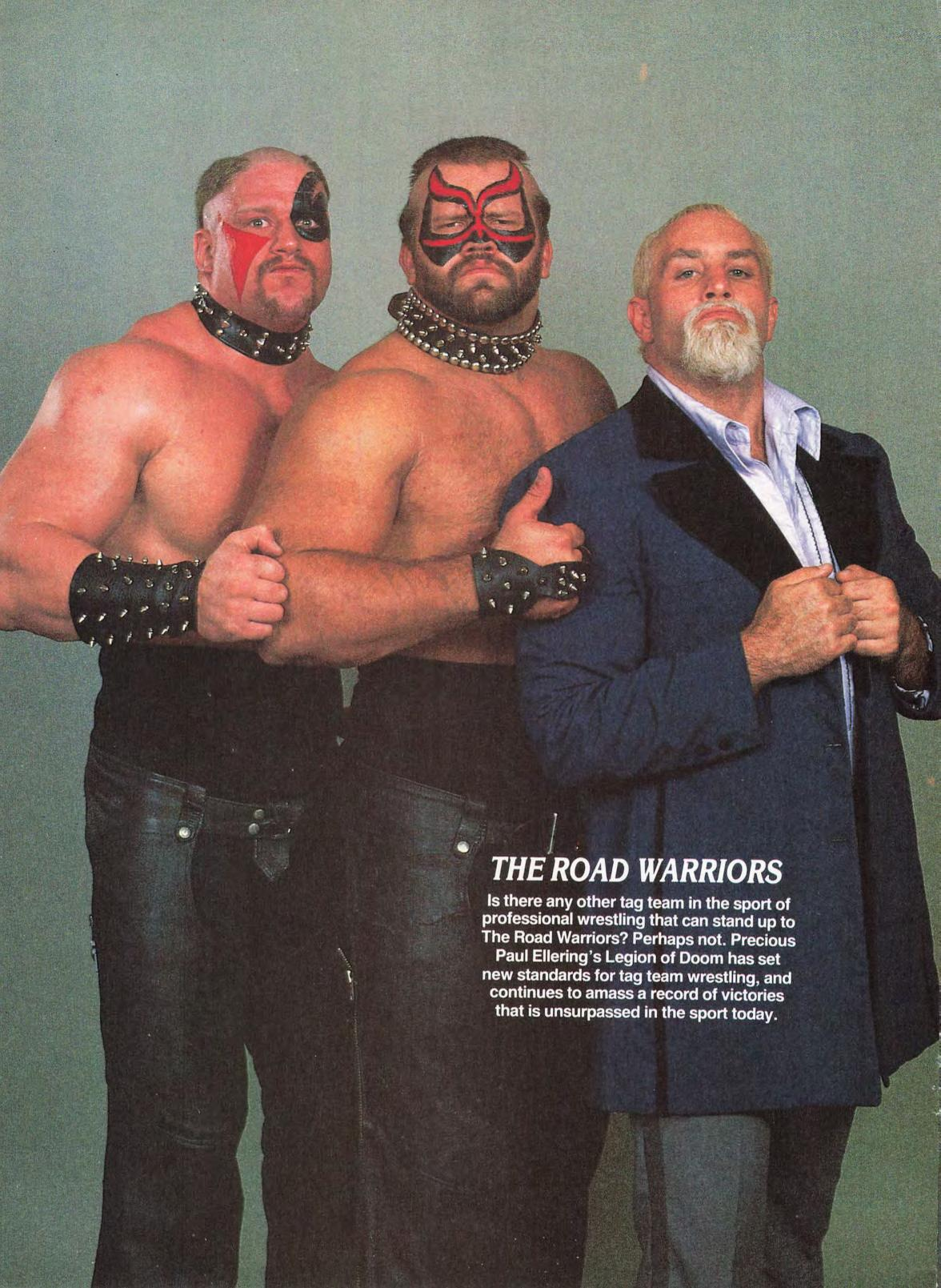
ロード・ウォリアーズ（1985年）

その後、ジョージア・チャンピオンシップ・レスリングにて旧友のジョー・ロウリネイティスと合体。ブッカーのオレイ・アンダーソンのアイデアにより、ロウリネイティスはロード・ウォリアー・アニマル、自身はロード・ウォリアー・ホークと名乗り、タッグチーム「ロード・ウォリアーズ」（リージョン・オブ・ドゥーム）を結成する。以降、1980年代を代表するタッグチームとしてマット界を席巻。AWA、NWA、WWF、全日本プロレスなど各団体で数々のタッグタイトルを獲得した。
シングルでは、1990年5月8日にカナダのハリファックス、同月13日にギミック上の出身地であるシカゴにおいて、リック・フレアーが保持していたNWA世界ヘビー級王座に連続挑戦している。アニマルが負傷欠場中だった1992年下期からは、新日本プロレスで佐々木健介扮するパワー・ウォリアーをパートナーに、新チーム「ヘルレイザーズ」を結成。IWGPタッグ王座の王者チームとなって長期政権を築いた。
同時期、オットー・ワンツが主宰していたドイツ・オーストリアのCWAにも単独で遠征、1992年12月19日にランボーからCWA世界ヘビー級王座を奪取している。初期のECWにも出場し、1994年4月16日にフィラデルフィアのECWアリーナにおいて、シェーン・ダグラスの保持していたECW世界ヘビー級王座に挑戦した。
2003年10月19日、フロリダ州の自宅で心臓発作を起こして死去。46歳没。
2011年、アニマルとのロード・ウォリアーズとして、初代マネージャーのポール・エラリングと共にWWE殿堂に迎えられた。

## 得意技
- ドゥームズデイ・デバイス（ダブル・インパクト）

タッグ用の合体技で、パートナーが肩車で抱え上げた相手を、ホークがコーナー最上段からフライング・クローズラインで撃墜する。
- フライング・ショルダー・ブロック
- ミリタリー・プレス・スラム
- フィスト・ドロップ
- ドロップキック
- ハングマンズ・ホールド

## 獲得タイトル
WWF / WWE
- WWF世界タッグ王座 : 2回（w / ロード・ウォリアー・アニマル）
- WWE殿堂 : 2011年度（w / ロード・ウォリアー・アニマル&ポール・エラリング）

ジョージア・チャンピオンシップ・レスリング
- NWAナショナル・タッグ王座 : 3回（w / ロード・ウォリアー・アニマル）

ミッドアトランティック・チャンピオンシップ・レスリング
- NWA世界タッグ王座 : 1回（w / ロード・ウォリアー・アニマル）
- NWA世界6人タッグ王座 : 3回（w / ロード・ウォリアー・アニマル&ダスティ・ローデス×2、ロード・ウォリアー・アニマル&天龍源一郎×1）
- ジム・クロケットSr. メモリアル・カップ優勝：1986年（w / ロード・ウォリアー・アニマル）
- アイアンチーム・トーナメント優勝：1989年（w / ロード・ウォリアー・アニマル）

アメリカン・レスリング・アソシエーション
- AWA世界タッグ王座 : 1回（w / ロード・ウォリアー・アニマル）

全日本プロレス
- インターナショナル・タッグ王座 : 1回（w / ロード・ウォリアー・アニマル）

新日本プロレス
- IWGPタッグ王座 : 2回（w / パワー・ウォリアー）

キャッチ・レスリング・アソシエーション
- CWA世界ヘビー級王座 : 1回[5]

インディー
- i-ジェネレーション・タッグ王座 : 2回（w / ロード・ウォリアー・アニマル）
- IPWハードコア・タッグ王座 : 1回（w / ロード・ウォリアー・アニマル）
- PCW世界タッグ王座 : 1回（w / ロード・ウォリアー・アニマル）
- MTWタッグ王座 : 1回（w / ボボ・ブラジル・ジュニア）
- 中部大西洋タッグ王座 : 1回（w / ダグ・ギブソン）
- MEWFタッグ王座 : 1回（w / アルティメット・コメット）

その他
- ハードコア殿堂：2021年（w / ロード・ウォリアー・アニマル）